# 馬什鎮區 (北卡羅萊納州薩里縣)
馬什鎮區（英語：Marsh Township）是位於美國北卡羅萊納州薩里縣的一個鎮區。

## 地方資料
馬什鎮區的面積為63.19平方千米，皆為陸地。根據2020年美國人口普查的數據，當地共有人口2371人，而人口密度為每平方千米37.52人。